# ヴェルブジュドの戦い
ヴェルブジュドの戦い（セルビア語: Битка код Велбужда、Bitka kod Velbužda ブルガリア語: битка при Велбъжд、bitka pri Velbazhd）は、1330年7月28日にヴェルブジュド（現在のキュステンディル）近郊で起きたセルビア王国と第二次ブルガリア帝国の戦闘である。
13世紀末から領土を拡張する新興勢力のセルビアに対して、バルカン半島の旧勢力であるブルガリアと東ローマ帝国は危機感を抱き、1327年に反セルビアの軍事同盟を締結した。3年後、セルビア軍とブルガリア軍はヴェルブジュドで激突し、ブルガリア軍は奇襲を受けてセルビアに敗北する。
セルビアの勝利は、その後の20年におけるバルカン半島での勢力図を形作ることとなった。敗北したブルガリアは領土こそ喪失しなかったものの、セルビアのマケドニアへの進出を許してしまう。かたや勝者であるセルビアはマケドニアに加えて東ローマ領のテッサリアとイピロスの一部を支配下に置き、王国の最大版図を現出させた。

## 対立の原因

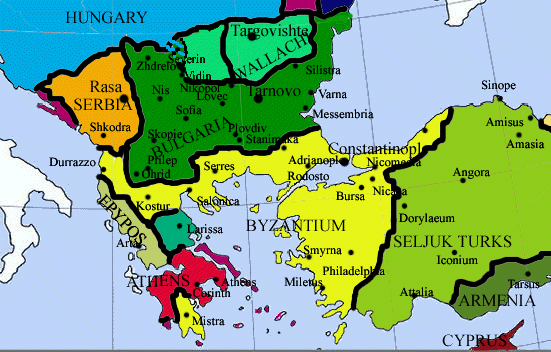
1260年代のバルカン半島とアナトリアの勢力図

皇帝コンスタンティン・ティフ（在位1257年 - 1277年）の長く不安定な治世の間、ブルガリアは東ローマから封土として認められていたスコピエを含む北マケドニアの領土を喪失していた。1280年代、ブルガリアと東ローマが内外で深刻な問題に直面している間、セルビアは南に勢力を伸ばし、北マケドニアに進出する。
1320年から1328年にかけて、東ローマ帝国では皇帝アンドロニコス2世と共同統治者アンドロニコス3世の間で内戦が起きており、セルビア王ステファン・ウロシュ3世デチャンスキはアンドロニコス2世を支持する見返りとして、いくつかのマケドニア内の要塞を獲得する。だが、内戦に勝利したアンドロニコス3世がアンドロニコス2世を退位させるとセルビアと東ローマの関係は悪化し、宣戦布告が無いまま戦争に突入したとも言える情勢になる。この状況下、セルビアはプロセク、プリレプといった北マケドニアの重要な都市を占領し、1329年にオフリドを包囲した。
一方、ブルガリアの復興を望む皇帝ミハイル3世シシュマンは東ローマの内戦に対して、状況に応じて支持者を変え、1327年には東ローマの首都コンスタンティノープルを占拠する企てを立てた。また外交の一環として、ミハイル3世は内戦中の1324年にウロシュ3世の姉妹である妻のアンナ・ネダを離縁して追放し、アンドロニコス3世の姉妹であるテオドラと再婚していた。
セルビアの急速な拡大に不安を覚えたブルガリアと東ローマは1327年5月13日に和約を締結するが、そこには明らかに反セルビアの意図が込められていた。1329年の君主間の会談の後、両国は共同でセルビアに対しての軍事行動を実施することを決定し、ミハイル3世は戦争の準備に取り掛かる。ミハイル3世は、かつてセルビアに占領された西ブルガリアの奪回を望み、セルビアの影響力の完全な排除とブルガリアと東ローマ間での解放地の分割を計画していた。

## 開戦に際しての軍備
戦争にあたって、セルビアとブルガリアは双方とも入念な準備を行っていた。
ミハイル3世は同盟者であるワラキア公バサラブ1世に呼びかけを行い、ワラキアから精強な軍隊と共にタタール人とオセット人からなる3,000の分隊が派遣された。そして、ミハイル3世はおよそ12,000人と推定されるブルガリア軍を率いていた。
ウロシュ3世はイベリア半島とドイツからそれぞれ1,000人ずつ傭兵を迎え入れて軍隊を強化し、さらに16,000人の熟練のセルビア人兵士を揃えた。

## 戦闘前の作戦
作戦ではブルガリア軍は東から、東ローマ軍は南からセルビアに侵攻し、北マケドニアで合流する計画をとっていたが、両国間の意思の疎通は不十分だった。1330年7月にアンドロニコス3世はマケドニアに侵攻し、プリレプと5つの小規模な要塞を占領すると、そこで進軍を中止してブルガリア軍とセルビア軍の動向を窺った。
セルビアは、ブルガリアと東ローマの合流を防いで個別に撃破する作戦を採った。ニシュに通じるモラヴァ渓谷への侵入を危険視し、ウロシュ3世はトプリツァ川と大モラヴァ川の合流点に軍隊を結集した。

### ブルガリア軍の動向

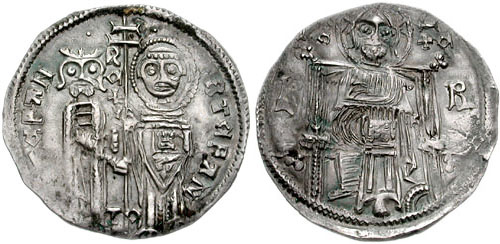
ステファン・ウロシュ3世の時代に鋳造された硬貨

7月19日、ミハイル3世自身が率いる軍隊は首都タルノヴォを出発し、イスクル渓谷とソフィアを通過し、ストルマ川渓谷の北部に進入する。続いてゼメンに軍を進め、Shishkovtsiの村に宿営を張った。翌日、現在のIzvor村近辺にあるセルビアとの国境線に位置する城砦に到着した。その後、ブルガリア軍は二手に分かれて進軍する。ミハイル3世が率いる主力部隊はブルガリアと東ローマの国境に位置するコニャヴォ山脈の北を通過してゼメンの峡谷に向かった。主力部隊を支援する別動隊は整備されている長距離の山道を進み、コニャヴォとDvorishteの間にある村に到着した。
さらにミハイル3世の兄弟ベラウルが指揮する軍隊が彼の領地であるヴィディンを出発したが戦闘には参加せず、戦力の欠如がブルガリアの敗戦の一因となった。ベラウルが参戦しなかった理由については、Izvorの城砦で後方を守備していた、あるいは単に到着が遅れたためだと歴史家たちは推測した。

### セルビア軍の動向
トプリツァ川と大モラヴァ川の間の野営地では、ウロシュ3世はブルガリア軍はヴィディンから北東に侵攻すると予想していた。セルビア内部へのブルガリア軍の侵入を阻止することが彼の狙いだった。ストルマ川にブルガリア軍が侵入した報告に際し、ウロシュ3世はモラヴァ川に沿って南に進軍し、スタロ・ナゴリチャネの村で祈祷のために進軍を中止した。その後カメニツァ川近辺のブルガリア領に進み、ヴェルブジュドの近郊で野営を行った。

## 戦闘と結果

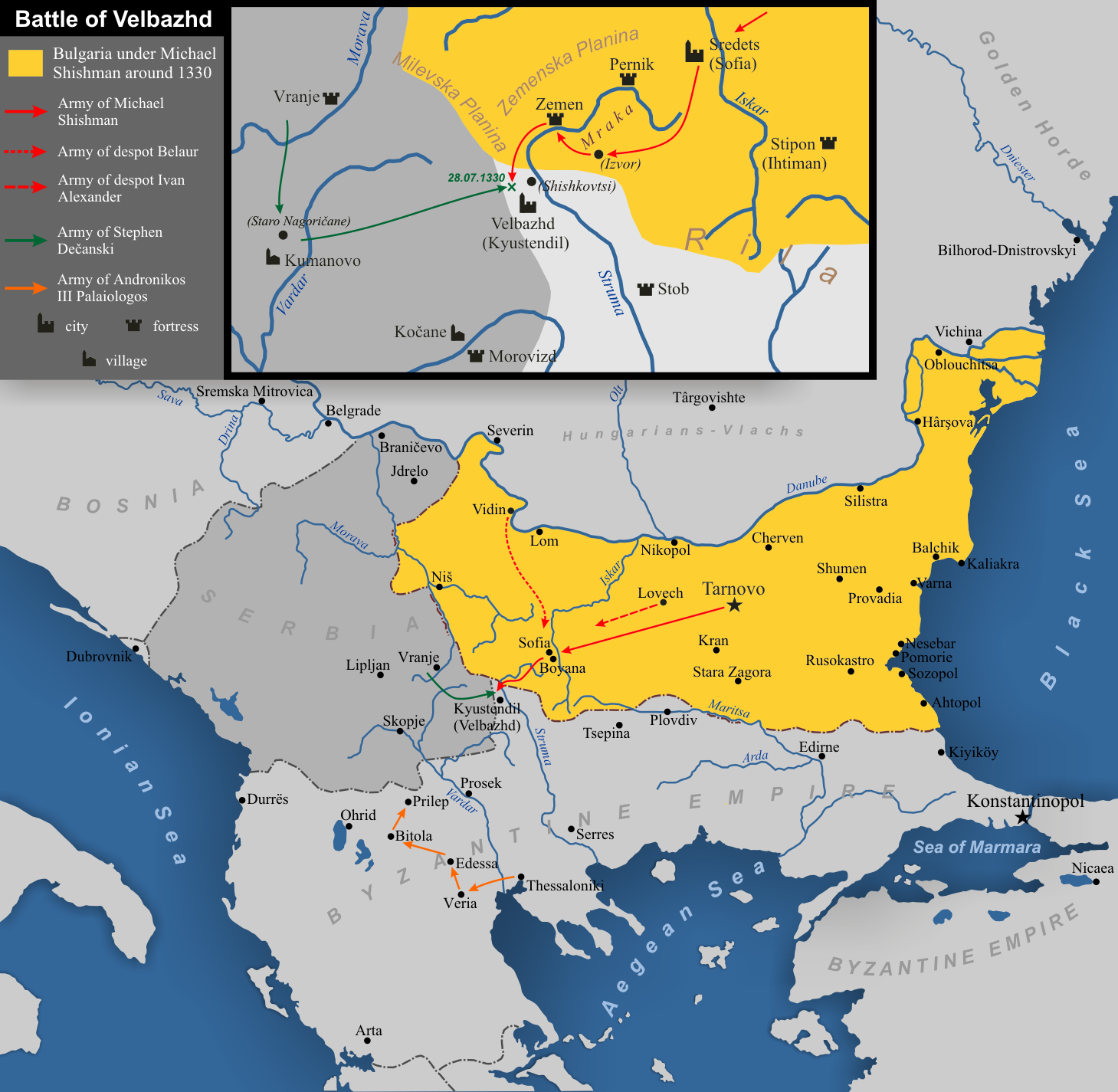
両軍の進行ルート

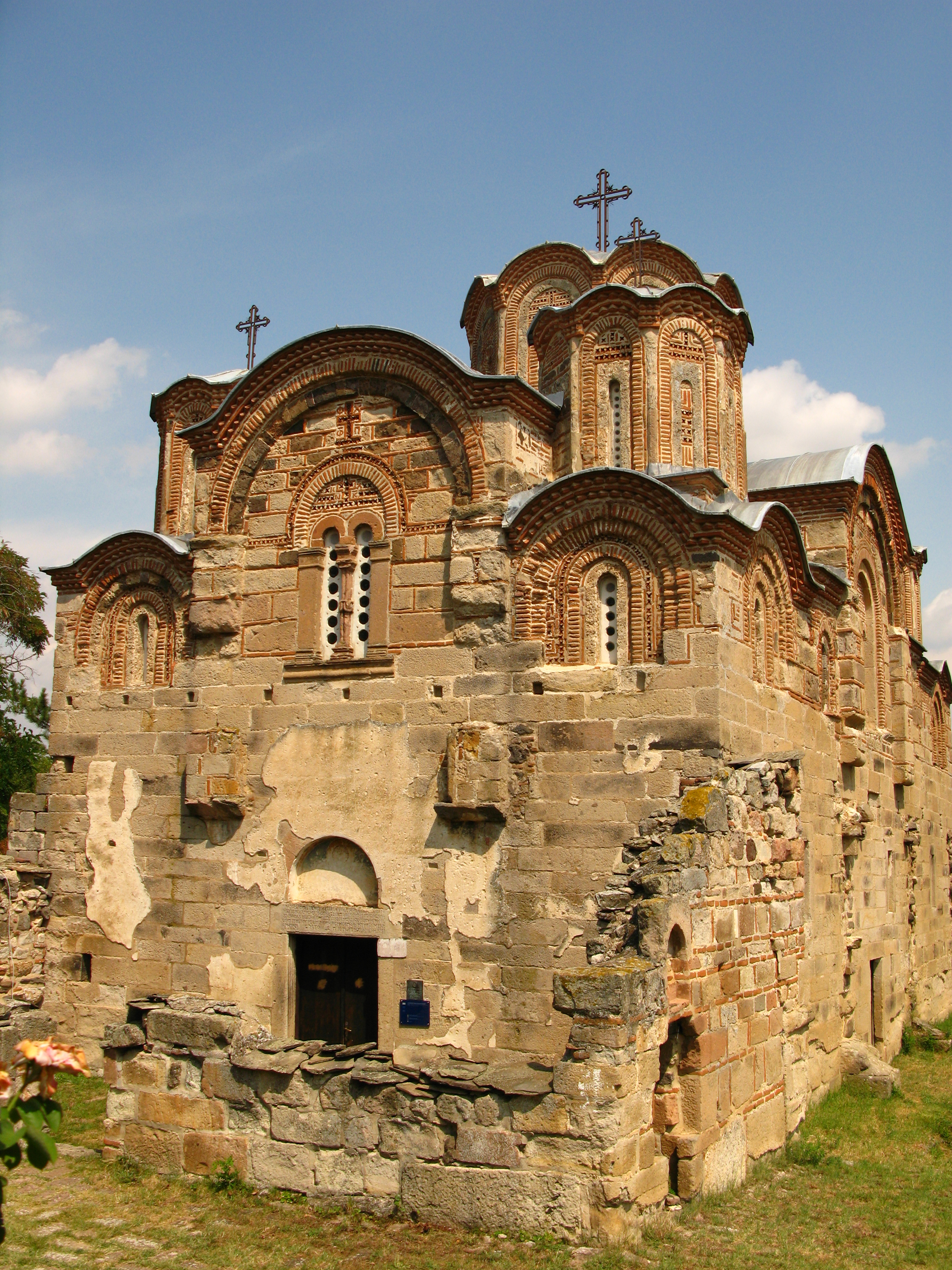
戦闘に先立ち、セルビア軍はスタロ・ナゴリチャネの聖ゲオルギオス教会で祈祷を奉げた。戦後、ウロシュ3世は戦死したミハイル3世をこの教会に埋葬する。

両軍はヴェルブジュド近郊で野営を行っていたが、ウロシュ3世とミハイル3世の双方は援軍の到着を待ち、7月24日に休戦の交渉を始められた。ミハイル3世が休戦を決定した背景には援軍の未到着と食糧の不足という問題があり、ブルガリア軍は周辺に散らばり、村を巡って食糧を探し回っていた。しかし、夜間にセルビアの王子ステファン（ステファン・ウロシュ4世ドゥシャン）が外国人傭兵を含んだ援軍を率いてウロシュ3世に合流すると、1330年7月28日の午前にウロシュ3世は協定を破ってブルガリアに攻撃を仕掛け、ブルガリア軍の不意を突いた。ウロシュ3世が率いる部隊はSpasovitsaの丘の上に陣取り、一方1,000人のカタルーニャの重装傭兵を含んだステファン王子の部隊はドラゴヴィシュティツァ渓谷を通過してShishkovtsiの村に向かった。
SpasovitsaとShishkovtsiの間に位置する、Bozhuritsaという場所が両軍の主戦場となった。奇襲を受けたブルガリア軍は混乱し、ミハイル3世は事態の収拾に努めるが既に手遅れであり、数で勝るブルガリア軍はセルビア軍の攻撃によって壊滅した。戦場に残ったブルガリア兵はなおも抵抗を続け、彼らの血によって川が赤く染まったとブルガリアの年代記は記録している。両軍とも多数の負傷者を出し、またブルガリア軍の野営地はセルビア軍の略奪を受けた。ミハイル3世は乗馬を失い、セルビア兵によって捕らえられ、セルビアの陣営に連行されたミハイル3世は負傷が悪化して7月31日に没した。しかし、その死因について、戦死、もしくはステファン王子によって殺害されたという異説もある。ミハイル3世の遺体はウロシュ3世によってスタロ・ナゴリチャネの聖ゲオルギオス教会（Church of St. George, Staro Nagoričane）に埋葬された。そして、ミハイル3世が死の直前に最後に祈祷を奉げていた場所にはウロシュ3世によって教会が建立され、今日もその教会は現存している。
戦闘から2日経過した7月30日、セルビア軍はコニャヴォ山脈に進軍するが、ベラウルの奮闘によってセルビア軍の進軍は食い止められる。ロヴェチの統治者イヴァン・アレクサンダルはIzvorの周辺に兵力を集中させ、ブルガリア国内への進路を封鎖した。最終的に、Izvorの近郊でウロシュ3世とベラウルは会談し、両国の間に和約が結ばれた。この時、ミハイル3世とアンナ・ネダの子イヴァン・ステファンをブルガリアの帝位に就けることが和平の条件とされた。二国間の国境線の変移はごく小さな規模のものだったが、戦後ブルガリアはセルビアのマケドニアへの進出を食い止めることができなかった。

## 戦後の各国の情勢

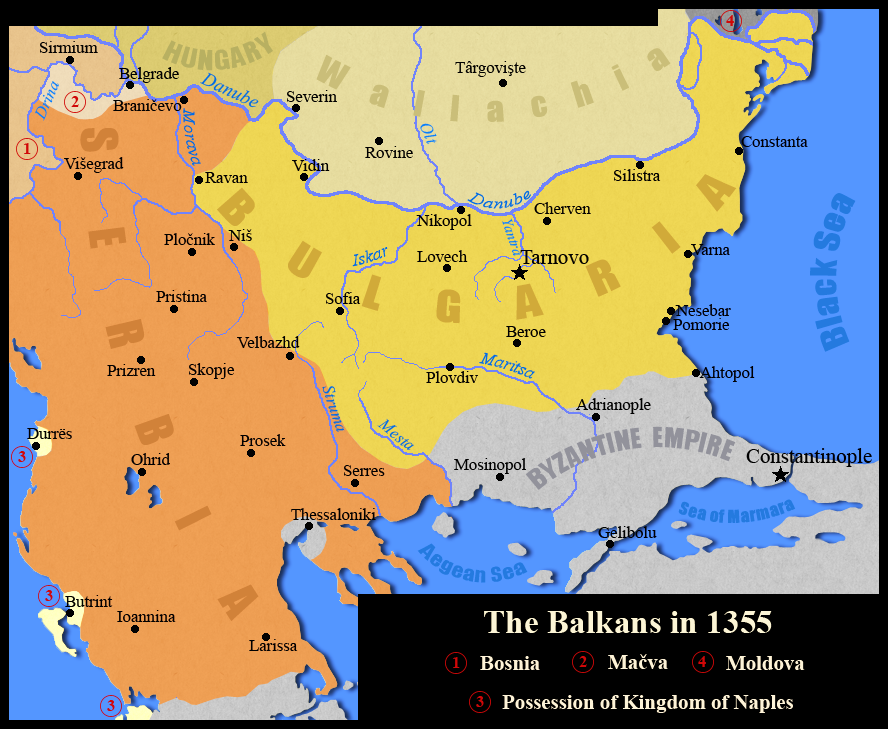
1355年のバルカン半島の勢力図。ヴェルブジュドの戦いの後、セルビアの支配領域は最大に達する。

同盟者が戦死した報告を受け取ったアンドロニコス3世はセルビアとの戦闘を中止し、弱体化したブルガリアに侵入した。ソゾポリス（現在のソゾポル）、メセンブリア（現在のネセバル）などのバルカン山脈南部の黒海沿岸部の都市が東ローマの支配下に入るが、1332年のルソカストロの戦いでブルガリアは東ローマに勝利し、東ローマに奪われたトラキア地方の領土の大部分を回復した。
ウロシュ3世はマケドニアに向い、戦闘前に東ローマによって奪われた城砦を奪回した。勝利したウロシュ3世がセルビアの宮廷に帰還した後、1330年末にデチャニ修道院の基本綱領が制定される。翌1331年初頭にステファン王子はウロシュ3世の対東ローマ政策に反発し、反乱を起こした。信仰心の強い父ウロシュ3世とは対照的に若いドゥシャンは積極的な性格を持ち、ヴェルブジュドの勝利を更に利用した勢力の拡大を望む貴族たちに支持された。1331年の1月から4月にかけてセルビアで反乱が起きている中、ブルガリアでは貴族たちがイヴァン・ステファンを廃位し、イヴァン・ステファンの従兄弟であるイヴァン・アレクサンダルを皇帝に擁立した。
結果的に、ヴェルブジュドの戦いはセルビアがバルカン半島の大国に成長する端緒となる。1331年に父から王位を奪ったウロシュ4世は東ローマ領へ攻撃を行い、1333年から1334年の間に北マケドニアの安全を確保した。さらにウロシュ4世はマケドニア、アルバニア、テッサリア、イピロスに支配を広げるため東ローマの内戦を扇動し、内戦は1341年から1347年にかけての期間に及んだ。1346年にセルビアとブルガリアは講和し、ウロシュ4世は同盟者イヴァン・アレクサンダルの力添えによってセルビア皇帝として戴冠した。